# Сюй Хайфэн
Сюй Хайфэ́н (кит. упр. 许海峰, пиньинь Xǔ Hǎifēng, р.1 августа 1957) — китайский стрелок, олимпийский чемпион. Первый в истории олимпийский чемпион КНР.
Сюй Хайфэн родился в 1957 году в городском округе Чжанчжоу провинции Фуцзянь, однако его родители — из уезда Хэсянь городского округа Мааньшань провинции Аньхой. В 15-летнем возрасте Сюй Хайфэн вместе с родителями вернулся на их родину. Он с детства увлекался стрельбой, по окончании школы приобрёл пневматическую винтовку, из которой стрелял по воронам. В 1982 году вошёл в сборную провинции Аньхой, в 1983 году завоевал две серебряных медали Спартакиады народов КНР, в 1984 году вошёл в национальную сборную.
На Олимпийских играх в Лос-Анджелесе 27-летний Сюй Хайфэн, никогда прежде не выступавший на чемпионатах мира, завоевал золотую медаль — первую золотую олимпийскую медаль в истории КНР. На Олимпийских играх в Сеуле в 1988 году он сумел завоевать бронзовую медаль.
В 1990 году, когда Пекин принимал Азиатские игры, Сюй Хайфэн был одним из тех, кто нёс огонь Игр. На этих Играх он завоевал четыре золотые медали.
В 1995 году Сюй Хайфэн завершил спортивную карьеру и стал тренером сборной КНР.
Во время Олимпийских игр 2008 года в Пекине Сюй Хайфэн был одним из тех, кто нёс Олимпийский огонь по стадиону на церемонии открытия Игр.